# Xenoròfids
Els xenoròfids (Xenorophidae) són una família de cetacis extints que visqueren durant l'Oligocè. Se n'han trobat restes fòssils a les Carolines (Estats Units). Es tracta d'un dels grups d'odontocets més arcaics. Eren heterodonts, igual que els arqueocets. El musell era molt prim i els ossos lacrimals força grossos. En general, aquests animals feien 3 m de llargada o menys.